# Río Innerste
El río Innerste es un corte río del norte de Alemania que discurre por el estado de Baja Sajonia. Tiene 95 km de longitud.

## Geografía

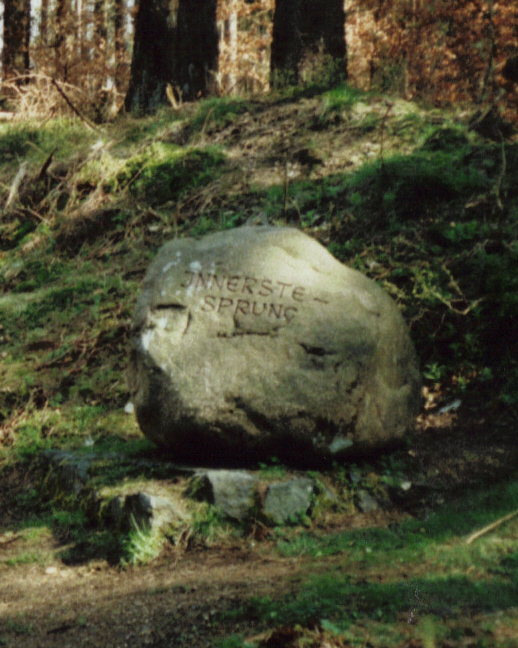
Innerstesprung, el lugar donde nace el río Innerste.

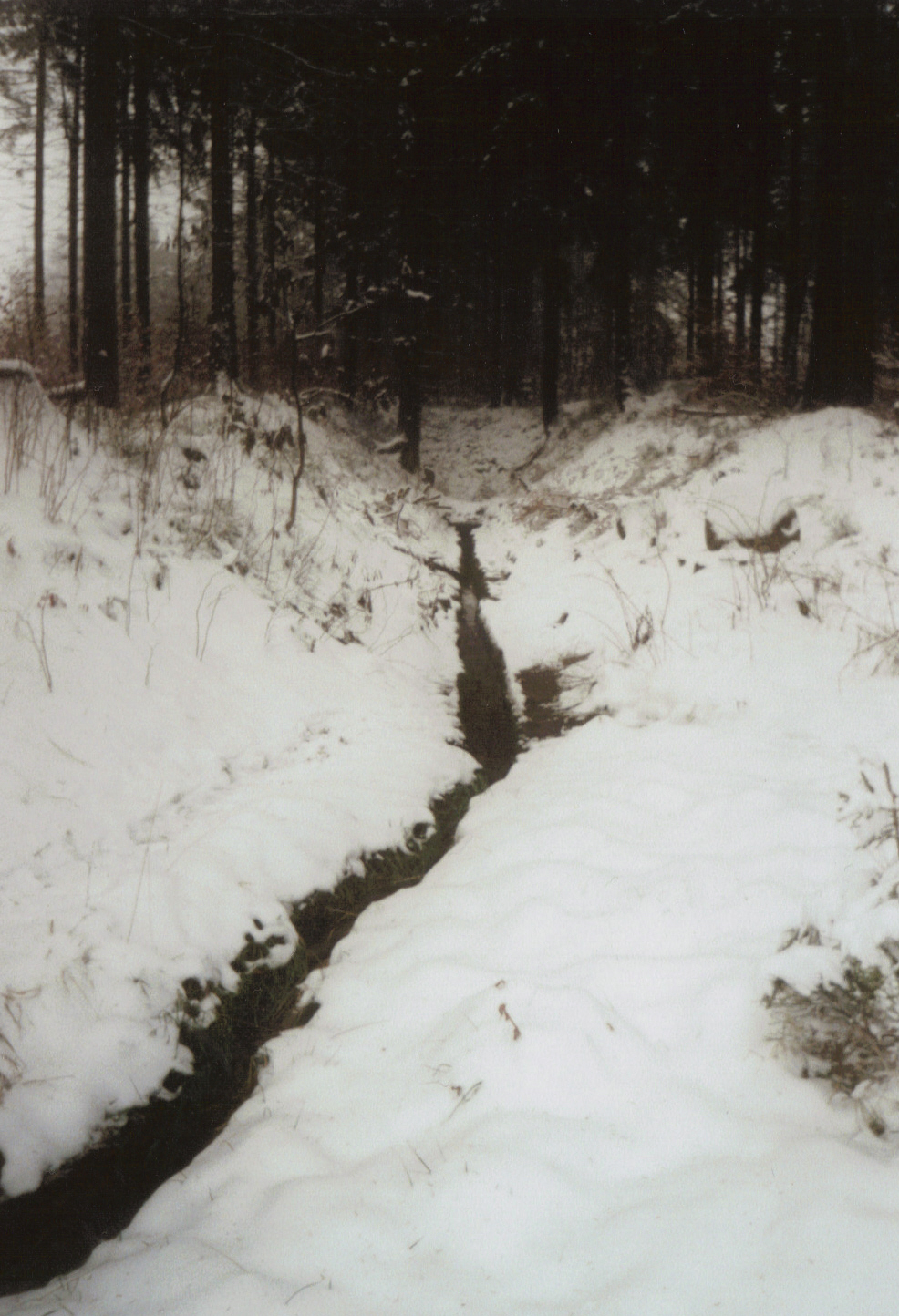
Innerstesprung en invierno.

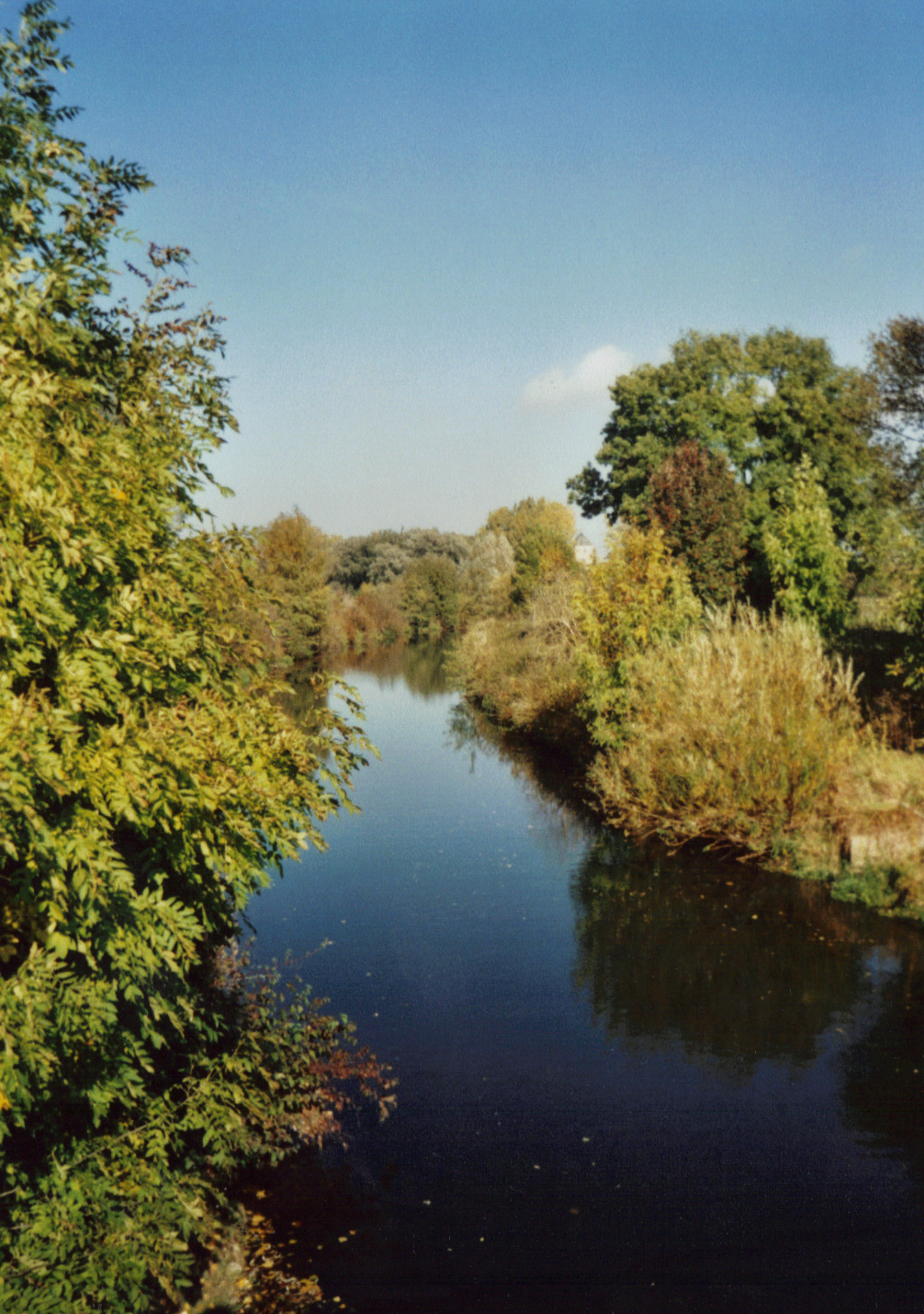
El río Innerste cerca del castillo de Steuerwald.

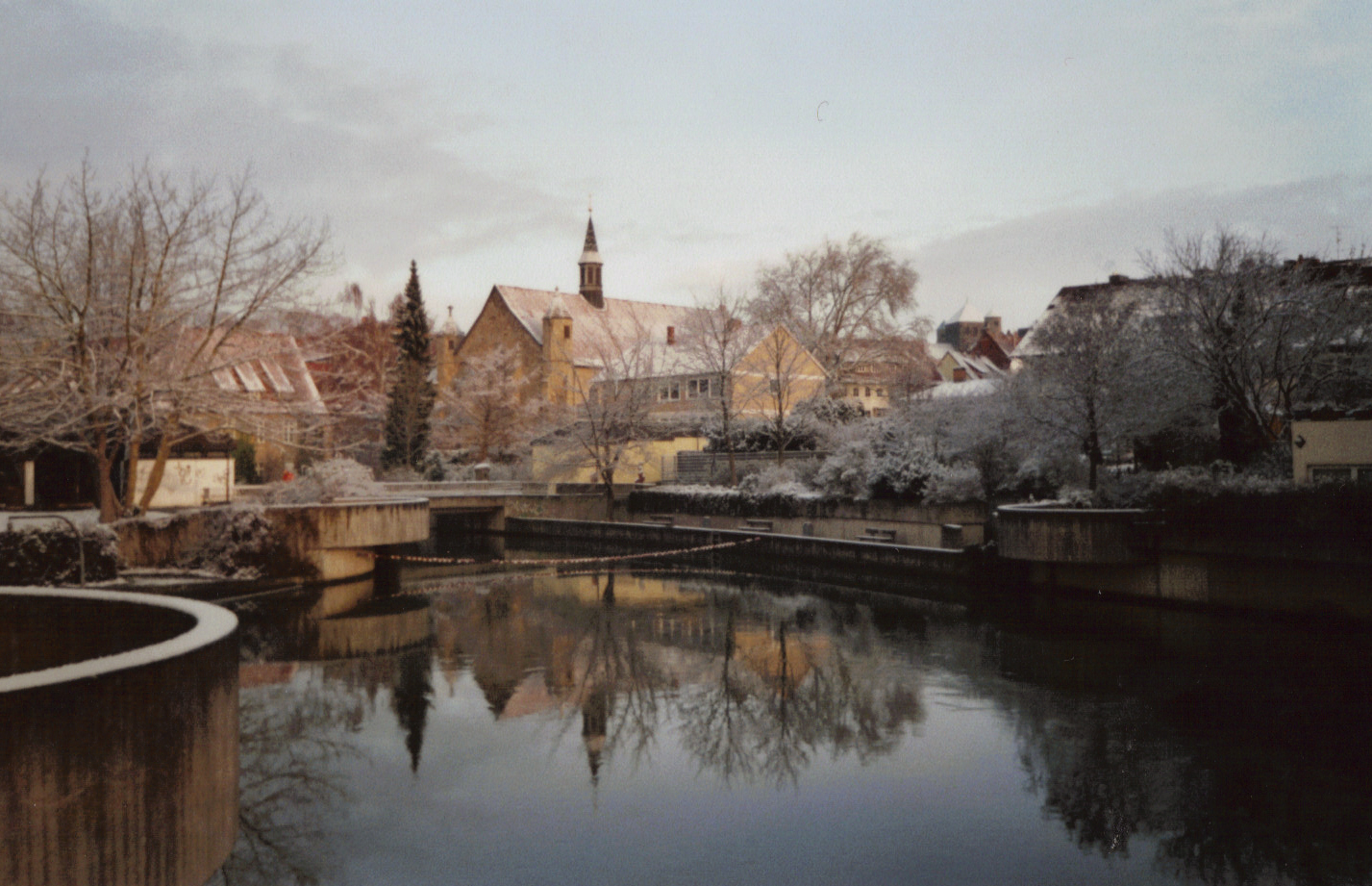
El río Innerste en la ciudad de Hildesheim en invierno.

La fuente se halla en una altitud de 615 m s. n. m. en el Harz, una cadena de montañas, en el sudeste de la pequeña ciudad de Clausthal-Zellerfeld en un lugar que se llama Innerstesprung en alemán. El Harz es una región escasamente poblada donde hay mucha nieve en invierno. Al principio, el río Innerste se dirige al oeste und pasa por varios lagos en el Harz de los cuales el Entensumpf es el primero. El primer pueblo por el cual pasa el río Innerste se llama Buntenbock y se halla a 550 m s. n. m. Después de haber pasado por otros lagos, pasa por la ciudad de Wildemann (390 m s. n. m.), una de las ciudades más pequeñas de Alemania. En Wildemann, el riachuelo de Spiegelbach desagua en el río Innerste que se dirige al norte a partir de Wildemann. Después de haber pasado la pequeña ciudad de Lautenthal (300 m s. n. m.) donde desagua el riachuelo de Laute, y el embalse Innerstetalsperre, construido entre 1963 y 1966, quita las montañas cerca de la pequeña ciudad de Langelsheim (205 m s. n. m.). Durante el período del deshielo en las montañas del Harz, el río Inerste puede ser un río bastante caudaloso.
A partir de aquí, el río Innerste se dirige al noroeste y recorre una región cubierta de colinas en el norte del Harz donde tiene varios tributarios. Son los ríos Grane (de 12 km de longitud), Neile, Bruchgraben, Nette (de 43 km de longitud), Lamme (de 21 km de longitud) y Beuster (de 12 km de longitud). Después, el río Innerste pasa por delante del Castillo de Marienburg en el sur de Hildesheim, la ciudad más importante por la cual pasa.
En el norte de la ciudad de Hildesheim (aprox. 90 m s. n. m.) que está ubicada a las orillas del río, pasa por delante del Castillo de Steuerwald. Aquí se halla la desembocadura del pequeño tributario Kupferstrang. Después, el río Innerste entra en una llanura grande que se llama Norddeutsche Tiefebene. Su desembocadura en el río Leine se halla a los 18 km de Hildesheim, cerca de la pequeña ciudad de Sarstedt (66 m s. n. m.) en una altitud de 65 m s. n. m.
El río Innerste es afluente por su ribera derecha del Leine, afluente a su vez por la izquierda del río Aller, afluente del Weser, que desemboca en el mar del Norte.
- Datos: Q708857
- Multimedia: Innerste / Q708857